# Gisu
Los gisu son un pueblo que vive en Uganda, en la región situada al este del monte Elgon, una zona fértil, de precipitaciones muy elevadas, que da pie a un patrón de asentamiento denso, el mayor de Uganda. Fueron conducidos a las montañas desde su territorio original en las llanuras por los masái y los nandi. Su lengua pertenece al grupo lacustre oriental de las lenguas bantúes.
Los gisu son agricultores sedentarios que cultivan plátano, mijo y batatas, así como maíz, café y algodón como productos comerciales. La cría de ganado vacuno es de importancia menor. Debido a la alta densidad de población y a la enorme presión sobre la tierra, muchos gisu abandonaron a su país original y se trasladaron a las ciudades o a plantaciones en las que viven como trabajadores asalariados.
Los gisu viven en unidades domésticas poligínicas. Su estructura de parentesco se compone de clanes patrilineales exógamos que no se unen bajo ninguna autoridad política. Los más ancianos del clan constituyen la autoridad más elevada. Los gisu practican la iniciación con ambos sexos mediante la circuncisión y la clitoridectomía.
El culto a los antepasados es de gran importancia en sus creencias religiosas; los gisu también reverencian a los espíritus que ―se dice― se alojan en las rocas, las cascadas y las serpientes.
- Datos: Q799929
- Multimedia: Gisu people / Q799929